# Cmentarz prawosławny w Pradze
Cmentarz Prawosławny (Olšany) (czes. Pravoslavný hřbitov (Olšany)) – cmentarz prawosławny położony w stolicy Czech w dzielnicy Praga 3 Žižkov.
Centralną część cmentarza zajmuje niewielka cerkiew Zaśnięcia Matki Bożej, zbudowana w stylu rosyjskim w latach 20. XX wieku. Odprawiana jest regularna niedzielna liturgia w języku rosyjskim, obrzędy pogrzebowe oraz liturgia za zmarłych (panichida).

## Pochowani w krypcie pod cerkwią
- Karel Kramář – polityk narodowo-konserwatywny, pierwszy premier Republiki (1918–1919).
- Nikodim Kondakow – rosyjski bizantynolog i historyk sztuki.
- Nikolaj Nikolajevič Ipaťjev – rosyjski oficer, inżynier.

## Pochowani na cmentarzu
- Doroteusz (Filip) – prawosławny metropolita Czech i Słowacji.
- Arkadij Awierczenko – rosyjski pisarz, satyryk i humorysta.
- Mikołaj Bibikow – carski generał, dwudziesty prezydent Warszawy.
- Augustyn Wołoszyn – ksiądz greckokatolicki, pedagog, ukraiński działacz społeczny i państwowy.
- Wasil Zacharka – białoruski wojskowy, publicysta narodowy oraz działacz polityczny, prezydent Białoruskiej Rady Ludowej na emigracji w latach 1928–1943.
- matka i siostra Vladimira Nabokova.